# Cupa UEFA 1986-1987
Cupa UEFA 1986-1987 a fost câștigată de IFK Göteborg.

## Prima rundă
| Echipa #1                | Total  | Echipa #2                  | Tur | Retur    |
| ------------------------ | ------ | -------------------------- | --- | -------- |
| Sparta Praga             | 2–3    | Vitoria SC                 | 1–1 | 1–2      |
| Fiorentina               | 1–1(p) | Boavista                   | 1–0 | 0–1      |
| Athletic Bilbao          | 2–1    | 1. FC Magdeburg            | 2–0 | 0–1      |
| Atlético Madrid          | 3–2    | Werder Bremen              | 2–0 | 1–2(aet) |
| Borussia Mönchengladbach | 4–1    | FK Partizan                | 1–0 | 3–1      |
| Coleraine F.C.           | 1–2    | Stahl Brandenburg          | 1–1 | 0–1      |
| F.C. Dinamo Minsk        | 3–4    | Győri ETO FC               | 2–4 | 1–0      |
| F.C. Groningen           | 8–2    | Galway United              | 5–1 | 3–1      |
| Nantes                   | 1–5    | Torino                     | 0–4 | 1–1      |
| FC Spartak Moscova       | 1–0    | FC Luzern                  | 0–0 | 1–0      |
| CS Universitatea Craiova | 3–2    | Galatasaray                | 2–0 | 1–2      |
| Swarovski Tirol          | 3–2    | Sredets Sofia              | 3–0 | 0–2      |
| Heart of Midlothian F.C. | 3–3(a) | Dukla Praga                | 3–2 | 0–1      |
| Hibernians FC            | 0–10   | Trakia Plovdiv             | 0–2 | 0–8      |
| Internazionale           | 3–0    | AEK FC                     | 2–0 | 1–0      |
| IA                       | 0–15   | Sporting Clube de Portugal | 0–9 | 0–6      |
| Jeunesse Esch            | 2–3    | K.A.A. Gent                | 1–2 | 1–1      |
| Beveren                  | 1–0    | Valerenga I.F. Fotball     | 1–0 | 0–0      |
| Kalmar FF                | 1–7    | Bayer Leverkusen           | 1–4 | 0–3      |
| Bayer 05 Uerdingen       | 7–0    | FC Carl Zeiss Jena         | 3–0 | 4–0      |
| Flamurtari Vlorë         | 1–1(a) | FC Barcelona               | 1–1 | 0–0      |
| LASK Linz                | 1–2    | Widzew Lodz                | 1–1 | 0–1      |
| Legia Varșovia           | 1–0    | Dnjepr Dnjepropetrovsk     | 0–0 | 1–0      |
| Napoli                   | 1–1(p) | Toulouse                   | 1–0 | 0–1      |
| Neuchatel Xamax          | 5–1    | Lyngby Boldklub            | 2–0 | 3–1      |
| NK Rijeka                | 1–2    | Standard Liege             | 0–1 | 1–1      |
| OFI Crete                | 1–4    | Hajduk Split               | 1–0 | 0–4      |
| Pécsi MSC                | 1–2    | Feyenoord Rotterdam        | 1–0 | 0–2      |
| Rangers F.C.             | 4–2    | Ilves Tampere              | 4–0 | 0–2      |
| RC Lens                  | 1–2    | Dundee United F.C.         | 1–0 | 0–2      |
| Sigma Olomouc            | 1–5    | IFK Göteborg               | 1–1 | 0–4      |
| Sportul Studentesc       | 2–1    | AC Omonia                  | 1–0 | 1–1      |

## Runda a doua
| Echipa #1                | Total  | Echipa #2                  | Tur | Retur |
| ------------------------ | ------ | -------------------------- | --- | ----- |
| Borussia Mönchengladbach | 7–1    | Feyenoord Rotterdam        | 5–1 | 2–0   |
| Dukla Praga              | (a)1–1 | Bayer Leverkusen           | 0–0 | 1–1   |
| Dundee United F.C.       | 3–1    | CS Universitatea Craiova   | 3–0 | 0–1   |
| F.C. Groningen           | (a)1–1 | Neuchatel Xamax            | 0–0 | 1–1   |
| FC Barcelona             | (a)2–2 | Sporting Clube de Portugal | 1–0 | 1–2   |
| Swarovski Tirol          | (a)4–4 | Standard Liege             | 2–1 | 2–3   |
| Hajduk Split             | 5–3    | Trakia Plovdiv             | 3–1 | 2–2   |
| IFK Göteborg             | 3–1    | Stahl Brandenburg          | 2–0 | 1–1   |
| Beveren                  | 4–3    | Athletic Bilbao            | 3–1 | 1–2   |
| Legia Varșovia           | 3–3(a) | Internazionale             | 3–2 | 0–1   |
| Rangers F.C.             | 3–1    | Boavista                   | 2–1 | 1–0   |
| Sportul Studentesc       | 1–4    | K.A.A. Gent                | 0–3 | 1–1   |
| Torino                   | 5–1    | Győri ETO FC               | 4–0 | 1–1   |
| Toulouse                 | 4–6    | FC Spartak Moscova         | 3–1 | 1–5   |
| Vitoria SC               | 2–1    | Atlético Madrid            | 2–0 | 0–1   |
| Widzew Lodz              | 0–2    | Bayer 05 Uerdingen         | 0–0 | 0–2   |

## Runda a treia
| Echipa #1          | Total  | Echipa #2                | Tur | Retur |
| ------------------ | ------ | ------------------------ | --- | ----- |
| Dukla Praga        | 0–1    | Internazionale           | 0–1 | 0–0   |
| Dundee United F.C. | 2–0    | Hajduk Split             | 2–0 | 0–0   |
| F.C. Groningen     | 1–3    | Vitoria SC               | 1–0 | 0–3   |
| FC Spartak Moscova | 1–2    | Swarovski Tirol          | 1–0 | 0–2   |
| K.A.A. Gent        | 0–5    | IFK Göteborg             | 0–1 | 0–4   |
| Bayer 05 Uerdingen | 0–4    | FC Barcelona             | 0–2 | 0–2   |
| Rangers F.C.       | 1–1(a) | Borussia Mönchengladbach | 1–1 | 0–0   |
| Torino             | 3–1    | Beveren                  | 2–1 | 1–0   |

## Sferturi
| Echipa #1                | Total  | Echipa #2       | Tur | Retur |
| ------------------------ | ------ | --------------- | --- | ----- |
| Borussia Mönchengladbach | 5–2    | Vitoria SC      | 3–0 | 2–2   |
| Dundee United F.C.       | 3–1    | FC Barcelona    | 1–0 | 2–1   |
| IFK Göteborg             | (a)1–1 | Internazionale  | 0–0 | 1–1   |
| Torino                   | 1–2    | Swarovski Tirol | 0–0 | 1–2   |

## Semifinalele
| Echipa #1          | Total | Echipa #2                | Tur | Retur |
| ------------------ | ----- | ------------------------ | --- | ----- |
| Dundee United F.C. | 2–0   | Borussia Mönchengladbach | 0–0 | 2–0   |
| IFK Göteborg       | 5–1   | Swarovski Tirol          | 4–1 | 1–0   |

## Finala
| Echipa #1    | Total | Echipa #2          | Tur | Retur |
| ------------ | ----- | ------------------ | --- | ----- |
| IFK Göteborg | 2–1   | Dundee United F.C. | 1–0 | 1–1   |